# Гримперія
Гримперія (Salpornis spilonota) — вид горобцеподібних птахів родини підкоришникових (Certhidae).

## Поширення
Ендемік Індії. Мешкає у тропічних широколистяних лісах.

## Опис
Дрібний птах завдовжки 13-15 см, вагою 14 г. Голова закруглена на потилиці і витягнута в напрямку дзьоба. Шия коротка. Досить довгий і тонкий дзьоб, зігнутий донизу. Хвіст довгий, квадратний. Ноги міцні з довгими когтистими пальцями.
У оперенні переважає коричневе забарвлення. На спині пір'я має темні краї та дві світлі плями (одна в центрі, інша на кінці), що надає оперенню строкате забарвлення. Нижня частина тіла бежева з білими та чорними цятками.

## Спосіб життя
Мешкає у лісах. Трапляється поодинці або у змішаних зграях лісових птахів. Активний вдень. Живиться комахами та дрібними безхребетними, яких знаходить на стовбурах дерев, між тріщинами кори. Сезон розмноження триває у лютому-червні. Самиця будує гніздо на дереві між гілкою та стовбуром. У гнізді 2-3 сіро-білих яйця. Насиджує самиця. Інкубація триває два тижня. Самець підгодовує партнерку під час насиджування. Про потомство піклуються обидва батьки. Пташенята покидають гніздо через 20 днів, а через півтора місяця стають самостійними.